# ババ (チャガタイ家)
ババ（ラテン文字表記: Baba、生没年不詳）は、モンゴル帝国の皇族。チンギス・カンの次男のチャガタイの孫のブリの孫で、モンゴル帝国の皇族。『元史』などの漢文史料では八八、ペルシア語史料ではبابا (Bābā) と記される。

## 概要
『元史』巻107宗室世系表ではコルゲン家の系図に八八大王の名前が記されているが、『集史』ではブリの息子のاحمد (Aḥmad) の息子としてبابا (Bābā) の名を記している。『元史』は短い編纂期間に起因する校正の杜撰さがしばしば指摘されており、チャガタイ家の人間とする『集史』の記述が正しいと見られる。
ババの父のアフマドはチャガタイ家の内紛の中でバラクに殺されており、アフマドの一族はバラク派の攻撃を避けて大元ウルスに移住したものと見られる。同時期に同じくチャガタイ・ウルスの内紛を避けて大元ウルスに逃れてきたチャガタイ系諸王にはチュベイ兄弟、バラクの子のベク・テムル、モチ・イェベの孫のバイダカン、ブリの子のアジキらがおり、これらの諸王家はみな河西からビシュバリク方面に居住してチュベイ家を中心にゆるやかなまとまり（チュベイ・ウルス）を形成していた。
大元ウルスに移住してきたババはクビライより王爵を授与され、自身の王家（ウルス）を形成した。至元9年（1272年）にはクビライより銀鈔を賜っている。『元史』にはアユルバルワダ（ブヤント・カアン）の詔によって延祐4年（1317年）にババの王爵を息子の「合賓帖木児」が継承したことが記録されており、この頃にババは亡くなったものと見られる。

## 子孫
『集史』ではHābīr tīmūr、Qābīr tīmūr、Yūldūz tīmūrという3人の息子の名前が、『元史』巻107宗室世系表では合賓帖木児・允禿思帖木児という2人の息子の名前が記録されている。允禿思帖木児はYūldūz tīmūrと音が一致するが、「合賓帖木児」はHābīr tīmūrとQābīr tīmūrどちらにも音が類似しており、どちらに相当するかは不明である。
ババの孫以降の世代については記載がなく不明であるが、ババの甥トレはカイシャンの即位に尽力したことで立身し、『元史』に列伝を立てられている。
- チャガタイ(Čaγatai, 察合台／چغتاى Chaghatāī)
  - モエトゥケン(Mö'etüken,／مواتوكان Muwātūkān)
    - ブリ(Büri,不里／بورى Būrī)
      - アフマド(احمد Aḥmad)
        - ババ大王(Baba,八八／باباBābā)
          - ハビル・テムル王(Habil-temür,合賓帖木児?／Hābīr tīmūr)
          - カビル・テムル王(Qabil-temür,合賓帖木児?／Qābīr tīmūr)
          - ユルトゥズ・テムル王(Yultuz-temür,允禿思帖木児／Yūldūz tīmūr)

        - シャーディー(『集史』:ساتیSātī／『ヴァッサーフ史』:شادیŠādī)
          - 越王トレ(Töre,禿剌／تولا اغولTūlā aghūl)
            - 豫王アラトナシリ(Aratnaširi,阿剌忒納失里)
            - 西安王ダルマ(Darma,答児麻)